# Cottus
Cottus là một chi cá chủ yếu là cá nước ngọt trong họ Cá bống biển (Cottidae). Chúng có nguồn gốc từ vùng sinh thái Palearctic (Cổ Bắc Cực) và Nearctic (Tân Bắc Cực). Phần lớn các loài cá trong chi này là những loài cá nhỏ, ít khi chiều dài cơ thể vượt quá 15 cm, mặc dù một vài loài có thể dài gấp đôi kích thước này.

## Các loài
Hiện tại người ta ghi nhận có 68 loài nằm trong chi này:
- Cottus aleuticus C. H. Gilbert, 1896
- Cottus altaicus Kaschenko, 1899
- Cottus amblystomopsis P. J. Schmidt, 1904
- Cottus asper J. Richardson, 1836
- Cottus asperrimus Rutter, 1908
- Cottus aturi Freyhof, Kottelat & Nolte, 2005
- Cottus baileyi C. R. Robins, 1961
- Cottus bairdii Girard, 1850
- Cottus beldingii C. H. Eigenmann & R. S. Eigenmann, 1891
- Cottus bendirei (T. H. Bean, 1881)
- Cottus caeruleomentum Kinziger, Raesly & Neely, 2000
- Cottus carolinae (T. N. Gill, 1861)
- Cottus chattahoochee Neely, J. D. Williams & Mayden, 2007
- Cottus cognatus J. Richardson, 1836
- Cottus confusus R. M. Bailey & C. E. Bond, 1963
- Cottus czerskii L. S. Berg, 1913
- Cottus duranii Freyhof, Kottelat & Nolte, 2005
- Cottus dzungaricus Kottelat, 2006
- Cottus echinatus R. M. Bailey & C. E. Bond, 1963
- Cottus extensus R. M. Bailey & C. E. Bond, 1963
- Cottus girardi C. R. Robins, 1961
- Cottus gobio Linnaeus, 1758
- Cottus gratzianowi Sideleva, Naseka & Zhidkov, 2015
- Cottus greenei (C. H. Gilbert & Culver, 1898)
- Cottus gulosus (Girard, 1854)
- Cottus haemusi Marinov & Dikov, 1986
- Cottus hangiongensis T. Mori, 1930
- Cottus hispaniolensis Băcescu & Băcescu-Mester, 1964
- Cottus hubbsi R. M. Bailey & Dimick, 1949
- Cottus hypselurus C. R. Robins & H. W. Robison, 1985
- Cottus immaculatus Kinziger & R. M. Wood, 2010 [4]
- Cottus kanawhae C. R. Robins, 2005
- Cottus kazika D. S. Jordan & Starks, 1904
- Cottus klamathensis C. H. Gilbert, 1898
- Cottus kolymensis Sideleva & A. Goto, 2012[2]
- Cottus koreanus R. Fujii, Y. Choi & Yabe, 2005
- Cottus koshewnikowi Gratzianov, 1907
- Cottus kuznetzovi Berg, 1903
- Cottus leiopomus C. H. Gilbert & Evermann, 1894
- Cottus marginatus (T. H. Bean, 1881)
- Cottus metae Freyhof, Kottelat & Nolte, 2005
- Cottus microstomus Heckel, 1837
- Cottus nasalis L. S. Berg, 1933
- Cottus nozawae Snyder, 1911
- Cottus paulus J. D. Williams, 2000
- Cottus perifretum Freyhof, Kottelat & Nolte, 2005
- Cottus perplexus C. H. Gilbert & Evermann, 1894
- Cottus petiti Băcescu & Băcescu-Mester, 1964
- Cottus pitensis R. M. Bailey & C. E. Bond, 1963
- Cottus poecilopus Heckel, 1837
- Cottus pollux Günther, 1873
- Cottus princeps C. H. Gilbert, 1898
- Cottus reinii Hilgendorf, 1879
- Cottus rhenanus Freyhof, Kottelat & Nolte, 2005
- Cottus rhotheus (R. Smith, 1882)
- Cottus ricei (E. W. Nelson, 1876)
- Cottus rondeleti Freyhof, Kottelat & Nolte, 2005
- Cottus sabaudicus Sideleva, 2009
- Cottus scaturigo Freyhof, Kottelat & Nolte, 2005
- Cottus schitsuumsh Lemoine, Young, Mckelvey, Eby, Pilgrim & Schwartz, 2014
- Cottus sibiricus Kessler, 1889
- Cottus specus G. L. Adams & Burr, 2013 [3]
- Cottus spinulosus Kessler, 1872
- Cottus szanaga Dybowski, 1869
- Cottus tallapoosae Neely, J. D. Williams & Mayden, 2007
- Cottus tenuis (Evermann & Meek, 1898)
- Cottus transsilvaniae Freyhof, Kottelat & Nolte, 2005
- Cottus volki Taranetz, 1933

## Phân loại học
Chi Cottus như định nghĩa này là đa ngành trong mối tương quan với nhánh Baikal gồm các chi Cyphocottus, Abyssocottus, Cottinella, Asprocottus, Limnocottus, Batrachocottus, Comephorus, Procottus, Cottocomephorus, Leocottus, Paracottus. Vì thế, để đảm bảo tính đơn ngành thì chi Cottus tốt nhất nên chia ra thành các chi như Cephalocottus, Cottopsis, Cottus s. s. và Uranidea, còn họ Cottidae theo nghĩa mới thì gộp cả Abyssocottidae, Comephoridae và Cottocomephoridae